# آن دوت إغرز نيلسن
آن دوت إغرز نيلسن (بالدنماركية: Anne Dot Eggers Nielsen)‏ هي مدربة كرة قدم ولاعبة كرة قدم دنماركية، ولدت في 6 نوفمبر 1975 في هورسينس في الدنمارك. شاركت مع منتخب الدنمارك لكرة القدم للسيدات. أما مع النوادي، فقد لعبت مع نادي فايله.

## وصلات خارجية
- آن دوت إغرز نيلسن على موقع الاتحاد الدولي (مؤرشف)  (الإنجليزية)
- آن دوت إغرز نيلسن على موقع قاعدة بيانات كرة القدم.إي يو (الإنجليزية)
- آن دوت إغرز نيلسن على موقع عالم كرة القدم.نت (الإنجليزية)
- آن دوت إغرز نيلسن على موقع اللجنة الأولمبية الدولية (الإنجليزية)
- آن دوت إغرز نيلسن على موقع أوليمبيديا (الإنجليزية)